# Joachim Becker (Richter)
Joachim Becker (* 7. Juli 1968 in Frankfurt am Main) ist ein deutscher Jurist.

## Leben
Von 1987 bis 1991 studierte er Rechtswissenschaften an der Goethe-Universität (Januar 1992: Erstes Staatsexamen). Von März 1992 bis Juli 1993 absolvierte er die Promotion bei Hans Meyer und Hans-Joachim Mertens („Verwaltungsprivatrecht und Verwaltungsgesellschaftsrecht am Beispiel des Rechtsschutzes bei Entscheidungen der Treuhandanstalt“), gefördert durch das Prof. Dr. Hermann Louis Brill-Stipendium des Hessischen Ministeriums für Wissenschaft und Kunst. Von Juli 1993 bis Dezember 1995 absolvierte er das Referendariat am Landgericht Frankfurt am Main (Dezember 1995: Zweites Juristisches Staatsexamen). Von 1996 bis 1999 absolvierte er die Habilitation bei Hans Meyer (Professur für Staats-, Verwaltungs- und Finanzrecht) der Humboldt-Universität zu Berlin „Transfergerechtigkeit und Verfassung - Die Finanzierung der Rentenversicherung im Steuer- und Abgabensystem und im System der staatlichen Leistungen“. Nach dem Habilitationsvortrag Februar 2000 zum Thema: „Besteuerung von Treueaktien?“ erhielt er die Venia legendi: Staats- und Verwaltungsrecht, Finanz- und Steuerrecht und Sozialrecht verliehen durch die Juristische Fakultät der Humboldt-Universität zu Berlin.
Im Juni 2006 wurde er zum außerplanmäßigen Professor der Humboldt-Universität zu Berlin ernannt. Von September 1995 bis September 1996 war er wissenschaftlicher Mitarbeiter am Lehrstuhl für Staats-, Verwaltungs- und Finanzrecht von Hans Meyer an der Johann Wolfgang Goethe-Universität. Von Oktober 1996 bis September 2002 war er wissenschaftlicher Assistent am Lehrstuhl für Staats-, Verwaltungs- und Finanzrecht von Hans Meyer. Von Oktober 2002 bis September 2003 war er Richter am Sozialgericht Marburg. Von Oktober 2003 bis September 2005 wurde er an die Hessische Staatskanzlei, Abteilung „Recht und Verfassung“, abgeordnet. Von Oktober 2005 bis Dezember 2006 wurde er an das Sozialgericht Fulda abgeordnet. Von Januar 2007 bis November 2007 war er Richter am Sozialgericht Wiesbaden. Ab Dezember 2007 war er an das Bundessozialgericht abgeordnet. Seit 2014 ist er Richter am Landessozialgericht Darmstadt.
Seine Arbeitsschwerpunkte sind Reform der Sozialversicherung, Gesetzliche Rentenversicherung, Gesetzliche Krankenversicherung, Gesetzliche Pflegeversicherung, Gesetzliche Unfallversicherung, Arbeitsförderung, Grundsicherung für Arbeitssuchende, Sozialhilfe, Schwerbehindertenrecht, Soziales Entschädigungsrecht und Wohngeldrecht.

## Schriften (Auswahl)
- Verwaltungsprivatrecht und Verwaltungsgesellschaftsrecht. Am Beispiel des Rechtsschutzes bei Entscheidungen der Treuhandanstalt. Baden-Baden 1994, ISBN 3-7890-3649-8.
- Das neue Wertpapierhandelsgesetz. Textausgabe mit Erläuterungen. Berlin 1995, ISBN 3-503-03686-5.
- Transfergerechtigkeit und Verfassung. Die Finanzierung der Rentenversicherung im Steuer- und Abgabensystem und im Gefüge staatlicher Leistungen. Tübingen 2001, ISBN 3-16-147439-2.
- Fälle und Lösungen zum Verwaltungsrecht. Übungsklausuren mit gutachterlichen Lösungen und Erläuterungen. Stuttgart 2006, ISBN 3-415-03647-2.